# Karmela Bélinki
Karmela Bélinki, född 19 maj 1947 i Helsingfors, är en finländsk journalist och författare.
Bélinki blev filosofie licentiat 1978 och filosofie doktor 1997. Hon var redaktör och producent vid Yle 1979–2003, direktör för Finsk-norska kulturinstitut i Oslo 1997–1999 och chefredaktör för Astra Nova från 2006. Hon har varit livligt verksam inom kvinnorörelsen och författat en rad skrifter inom jämställdhetsfrågor samt i judiska och litterära ämnen. Hon har varit representant för Svenska folkpartiet i Helsingfors stadsfullmäktige.